# Ceriano Laghetto
Ceriano Laghetto [tʃeˈrjaːno laˈɡetto] (bis 1864 einfach Ceriano) ist eine norditalienische Gemeinde (comune) mit 6661 Einwohnern (Stand 31. Dezember 2023) in der Provinz Monza und Brianza in der Lombardei. Die Gemeinde liegt etwa 16 Kilometer nordwestlich von Monza und etwa 20 Kilometer nordwestlich von Mailand westlich des Lambro am Parco delle Groane. Ceriano Laghetto grenzt unmittelbar an die Metropolitanstadt Mailand und die Provinz Varese.

## Wirtschaft und Verkehr
Die BASF und das pharmazeutische Unternehmen Bracco haben hier Produktionsstandorte. Ceriano Laghetto wird von der Strada Statale 527 Bustese durchquert. Die Haltepunkte Ceriano Laghetto-Solaro und Ceriano Laghetto Parco Groane liegen an der Bahnstrecke Novara–Seregno.